# Lägstasjön
Lägstasjön är en sjö i Örnsköldsviks kommun i Ångermanland och ingår i Gideälvens huvudavrinningsområde. Sjön är 23 meter djup, har en yta på 1,07 kvadratkilometer och befinner sig 304,9 meter över havet. Sjön avvattnas av vattendraget Lägstaån.

## Delavrinningsområde
Lägstasjön ingår i det delavrinningsområde (708488-160631) som SMHI kallar för Utloppet av Lägstasjön. Medelhöjden är 381 meter över havet och ytan är 18,71 kvadratkilometer. Räknas de 14 avrinningsområdena uppströms in blir den ackumulerade arean 82,63 kvadratkilometer. Lockstaån som avvattnar avrinningsområdet har biflödesordning 3, vilket innebär att vattnet flödar genom totalt 3 vattendrag innan det når havet efter 109 kilometer. Avrinningsområdet består mestadels av skog (75 procent) och sankmarker (10 procent). Avrinningsområdet har 1,1 kvadratkilometer vattenytor vilket ger det en sjöprocent på 5,9 procent.